# Boekenbon Literatuurprijs
De Boekenbon Literatuurprijs (tot 2020 bekend als BookSpot Literatuurprijs, tot 2018 als ECI Literatuurprijs en voor 2014 als AKO Literatuurprijs) is de literatuurprijs van de onafhankelijke Stichting Jaarlijkse Literatuurprijs voor fictie en non-fictie. De stichting telt zes leden met Winnie Sorgdrager als voorzitter en benoemt elk jaar een onafhankelijke jury.
Boeken die verschenen tussen 1 juli van het jaar waarin de prijs wordt uitgereikt en 1 juli van het voorgaande jaar kunnen genomineerd worden. Tot en met 2019 werd de prijs drieëndertig keer toegekend; zes keer (18%) aan een vrouw en zevenentwintig keer (82%) aan een man. 
Vanwege het hoge prijzengeld is de Boekenbon Literatuurprijs naast de Libris Literatuur Prijs en de Fintro Literatuurprijs de belangrijkste literatuurprijs voor Nederlandstalige literatuur.

## Geschiedenis
In 1986 werd de AKO Literatuurprijs ingesteld door de Nederlandse winkelketen AKO, onderdeel van uitgeversbedrijf Audax, waarmee het bedrijf het lezen van literatuur wil bevorderen en de belangstelling voor boeken wil vergroten. Van 1987 tot en met 1996 werd de prijs onder die naam uitgereikt.
Van 1997 tot en met 1999 werd de prijs gesponsord door de Belgische Generale Bank. In die periode heette de prijs Generale Bank Literatuurprijs of de (G)prijs. Na de overname van de Generale Bank door Fortis werd de naam in 1999 Fortis Literatuurprijs, maar onder die naam is de prijs nooit uitgereikt.
In 2000 werd boekhandelketen AKO weer sponsor en werd de naam tot en met 2014 weer AKO Literatuurprijs. Vanaf 2015 sponsort de online boekenwinkel ECI en werd de naam ECI Literatuurprijs.
In 2016 werd een Lezersprijs geïntroduceerd in samenwerking met het NRC Handelsblad en De Standaard. Deze kranten stellen een jury samen van 25 lezers uit Nederland en 25 uit Vlaanderen. Onder leiding van Peter Vandermeersch, voorzitter van de lezersjury, kiezen zij hun eigen winnaar uit de door de vakjury geselecteerde shortlist. De Lezersprijs bestaat uit een bedrag van 10.000 euro. Het eerste jaar was Martin Michael Driessen de winnaar van de Lezersprijs die in 2016 ook de ECI Literatuurprijs won.
Van 2017 tot 2019 ontvingen ook alle genomineerden een bedrag. (Te weten 5000 euro.)
In maart 2018 werd de naam gewijzigd in BookSpot Literatuurprijs omdat de sponsor ECI werd herdoopt tot BookSpot. Tijdens de Bookspot-periode werden een aantal veranderingen doorgevoerd. Behalve de verbreding van de prijs werd de jury die eerst alleen uit beroepsrecensenten uit Nederland en Vlaanderen bestond aangevuld met boekverkopers. De juryvoorzitter was vaak uit het openbare leven afkomstig, met name uit de politiek.
In 2019 werd de prijs verbreed met een aparte literatuurprijs voor non-fictieboeken (met als eerste winnaar de slavist Sjeng Scheijen. De prijzen bestonden elk uit een bedrag van 50.000 euro en een sculptuur.
Binnen een week na het uitreiken van de prijs in 2019 werd bekend, dat het contract van de stichting met de boekenwebwinkel Bookspot niet verlengd zal worden, en dat de stichting op zoek moet naar een nieuwe sponsor. Begin maart 2020 werd bekendgemaakt dat de prijs minimaal 5 jaar gesteund wordt door de Boekenbon b.v., een dochterorganisatie van de Coöperatieve Koninklijke Boekverkopersbond. De naam van de prijs wordt gewijzigd naar Boekenbon Literatuurprijs. De prijzen voor fictie en non-fictie worden weer samengevoegd tot één prijs voor het beste literaire boek van het jaar.

## Winnaars

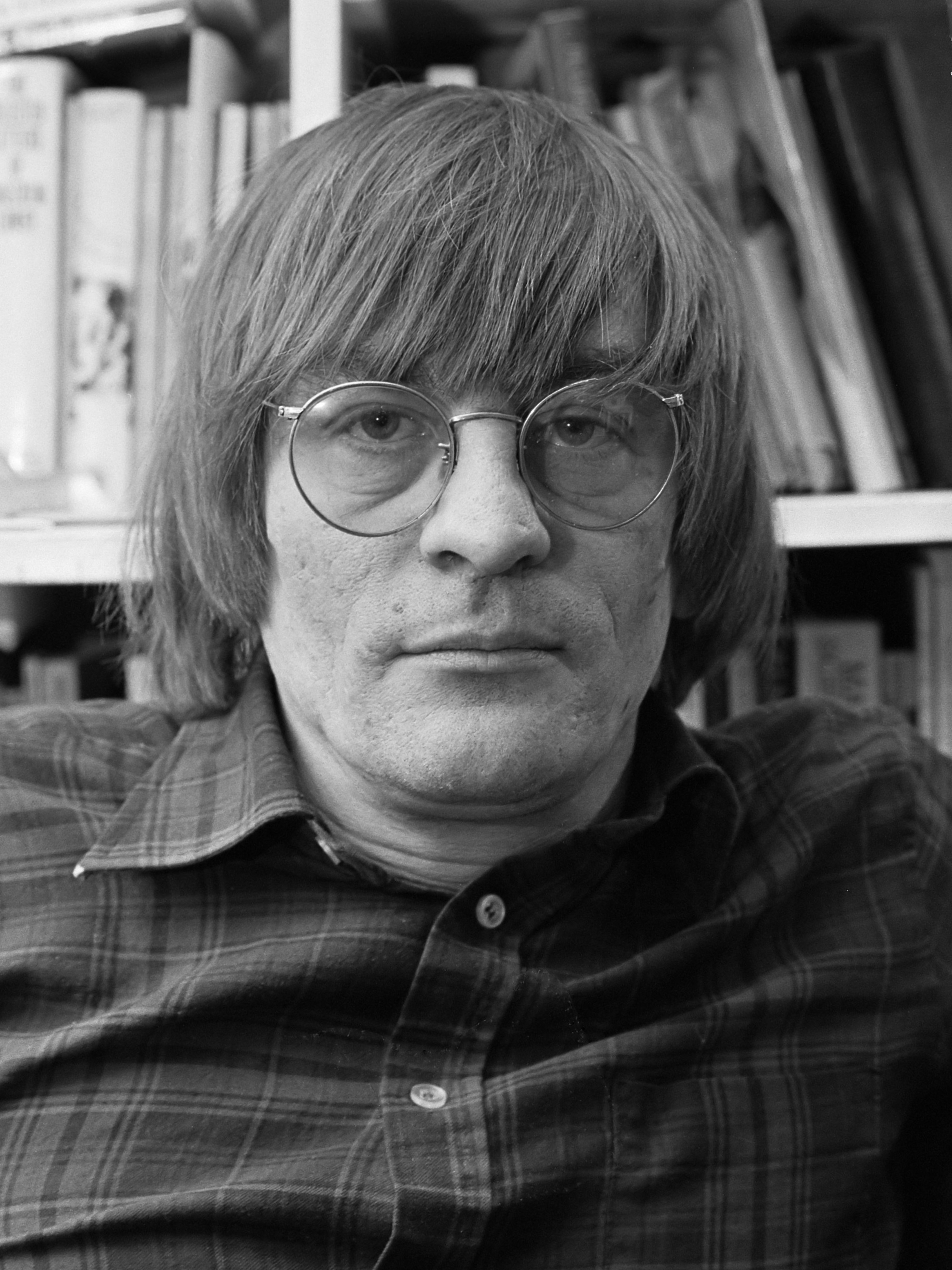
J. Bernlef, winnaar van de eerste AKO-literatuurprijs in 1987. Foto: Rob Bogaerts, 1979, Nationaal Archief.
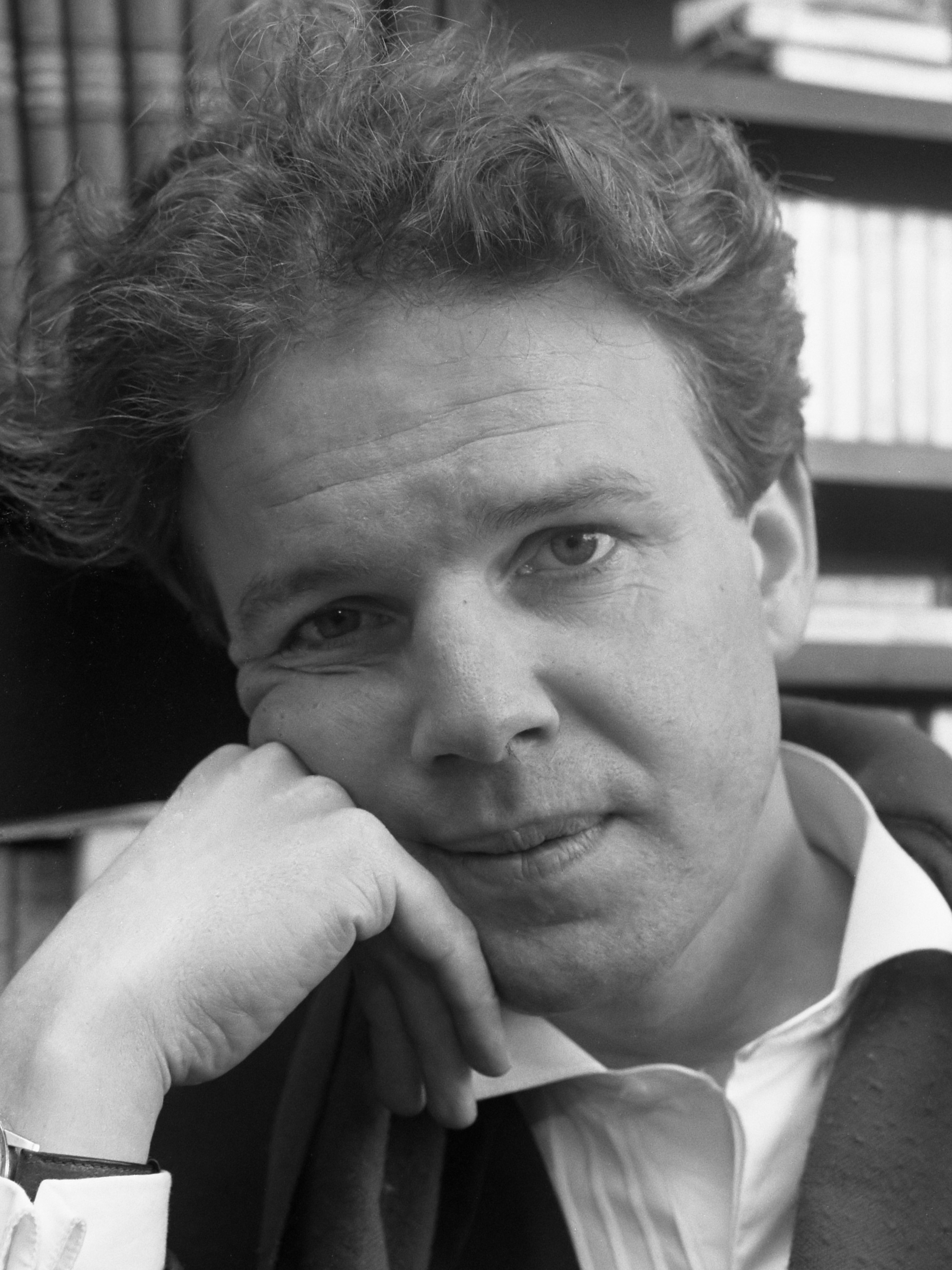
Geerten Meijsing, AKO-literatuurprijs 1988. Foto: Rob C. Croes, 1988, Nationaal Archief
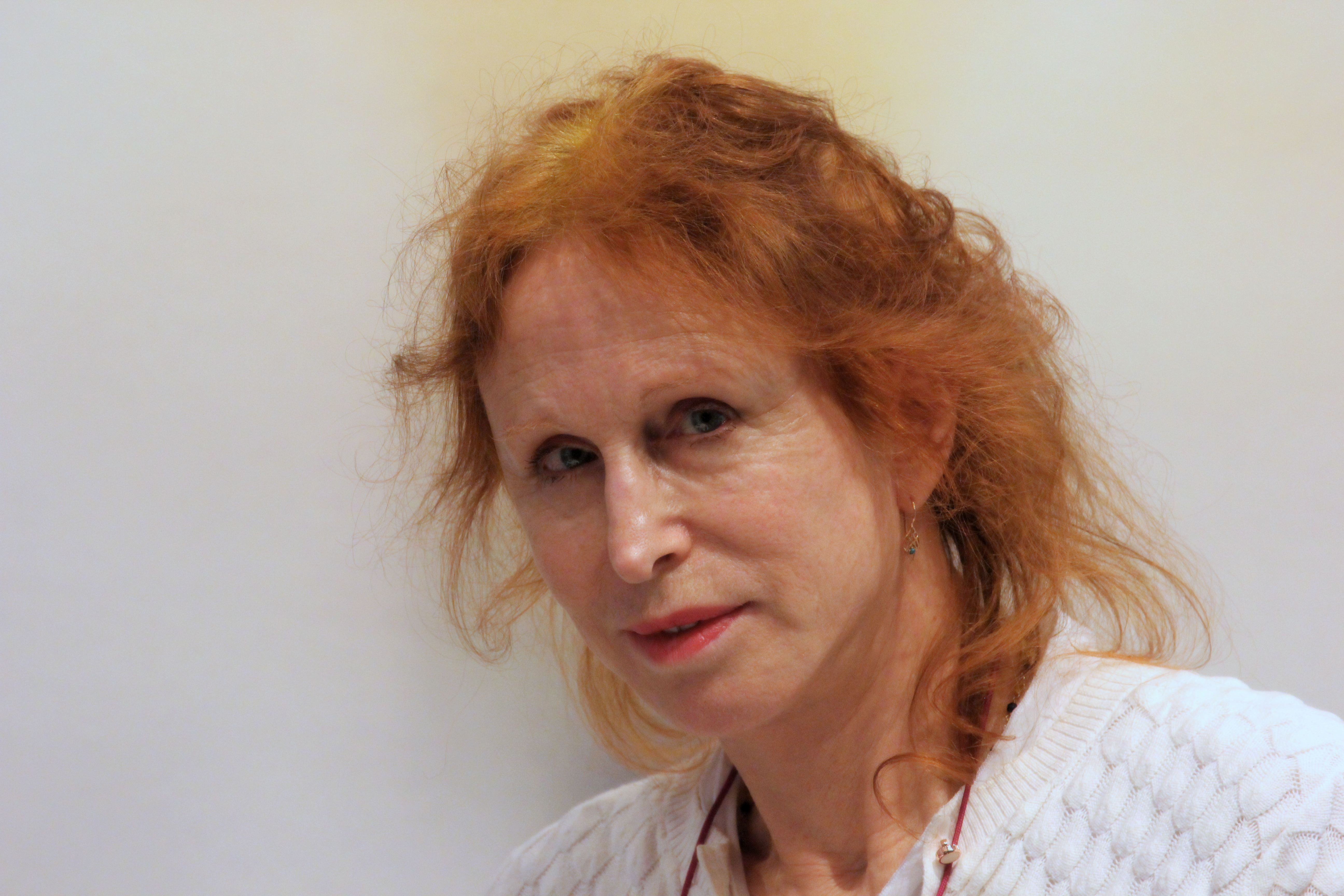
Margriet de Moor, AKO-literatuurprijs 1992. Foto: 1992. Foto: Heike Huslage-Koch, Frankfurter Buchmesse, 2016.
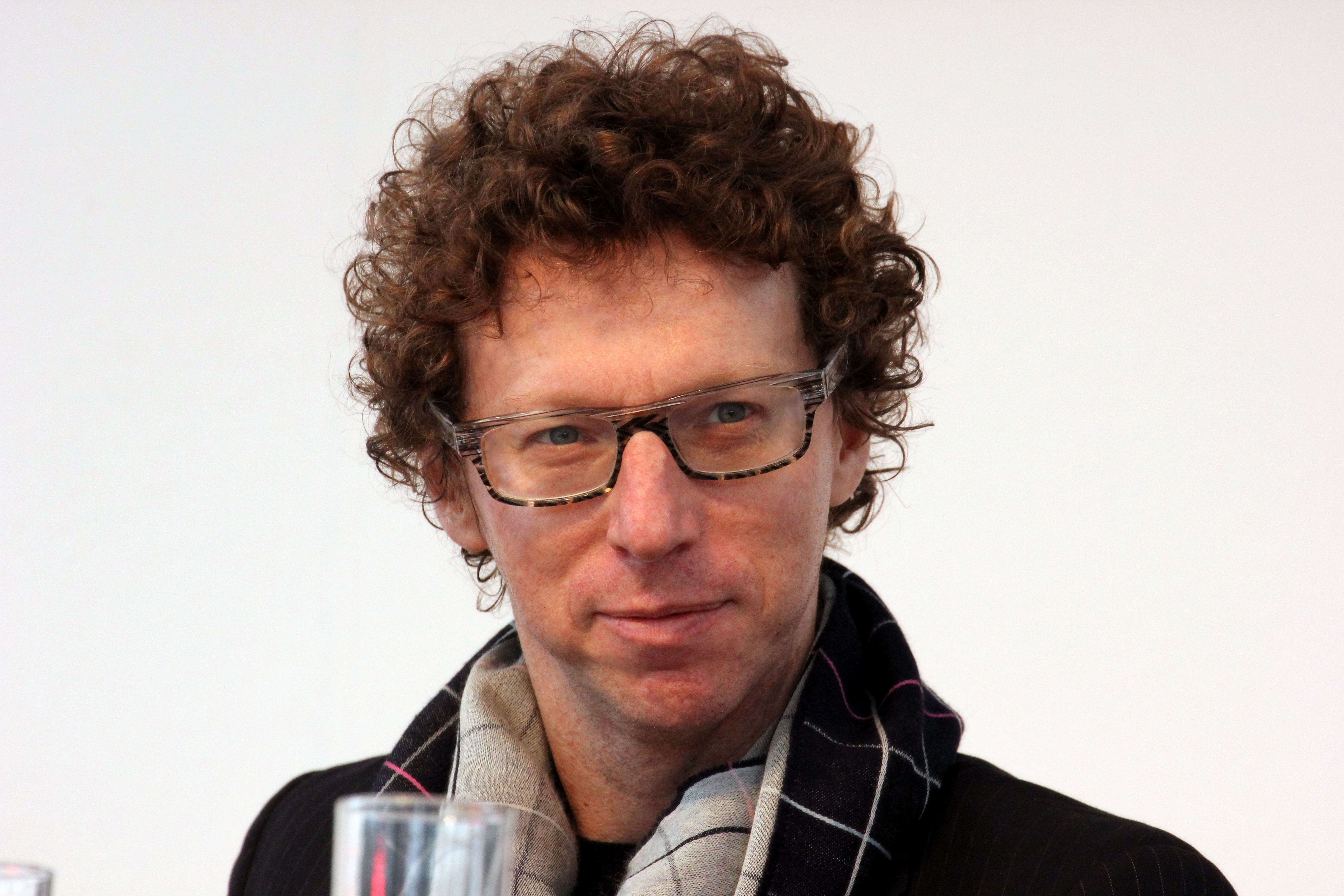
Arnon Grunberg, AKO-literatuurprijs 2000 en 2004. Foto: Heike Huslage-Koch, Frankfurter Buchmesse, 2016.
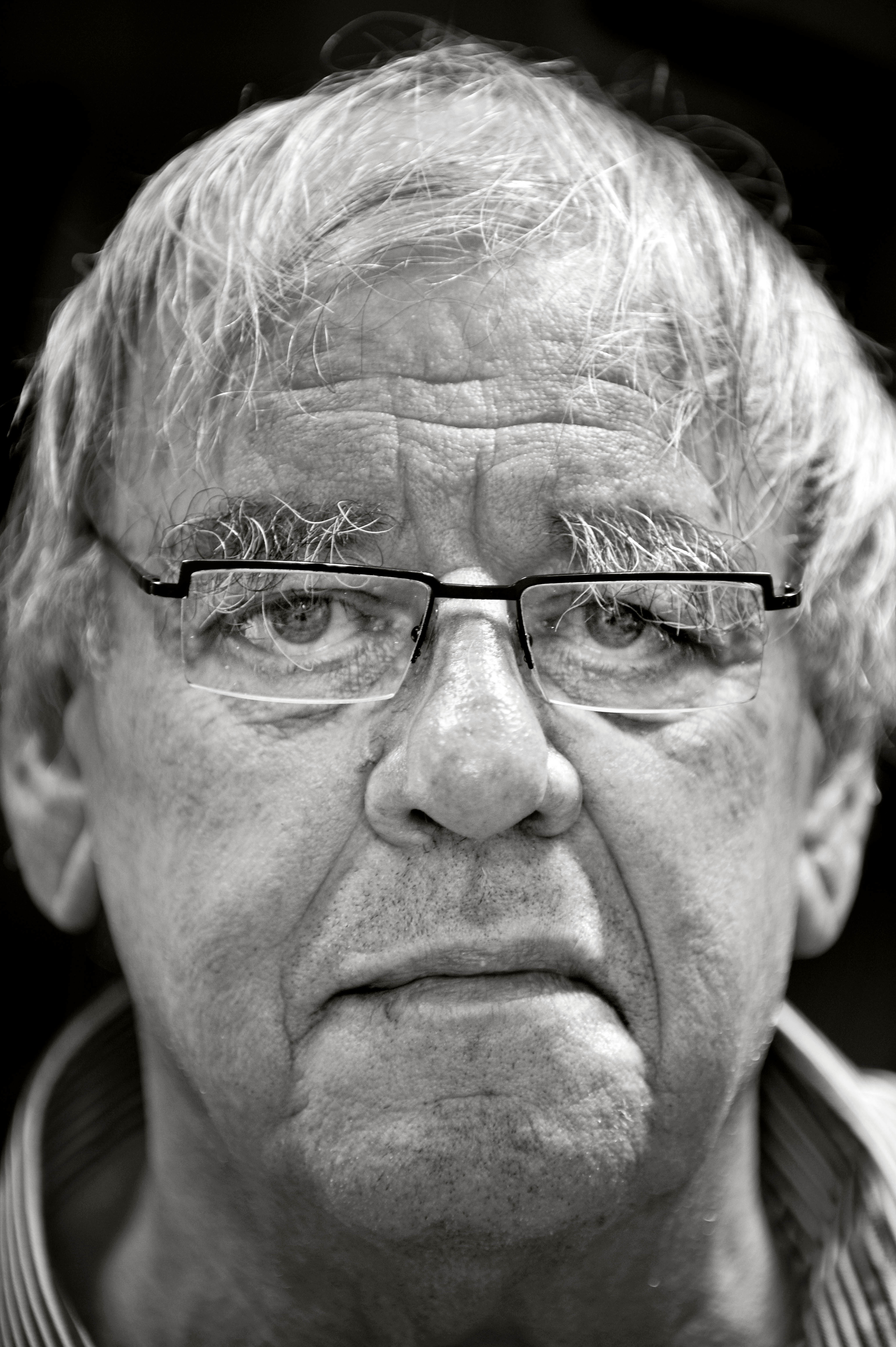
Jeroen Brouwers, AKO-literatuurprijs 2001, ECI-literatuurprijs 2015. Foto: Michiel Hendryckx, 2010.
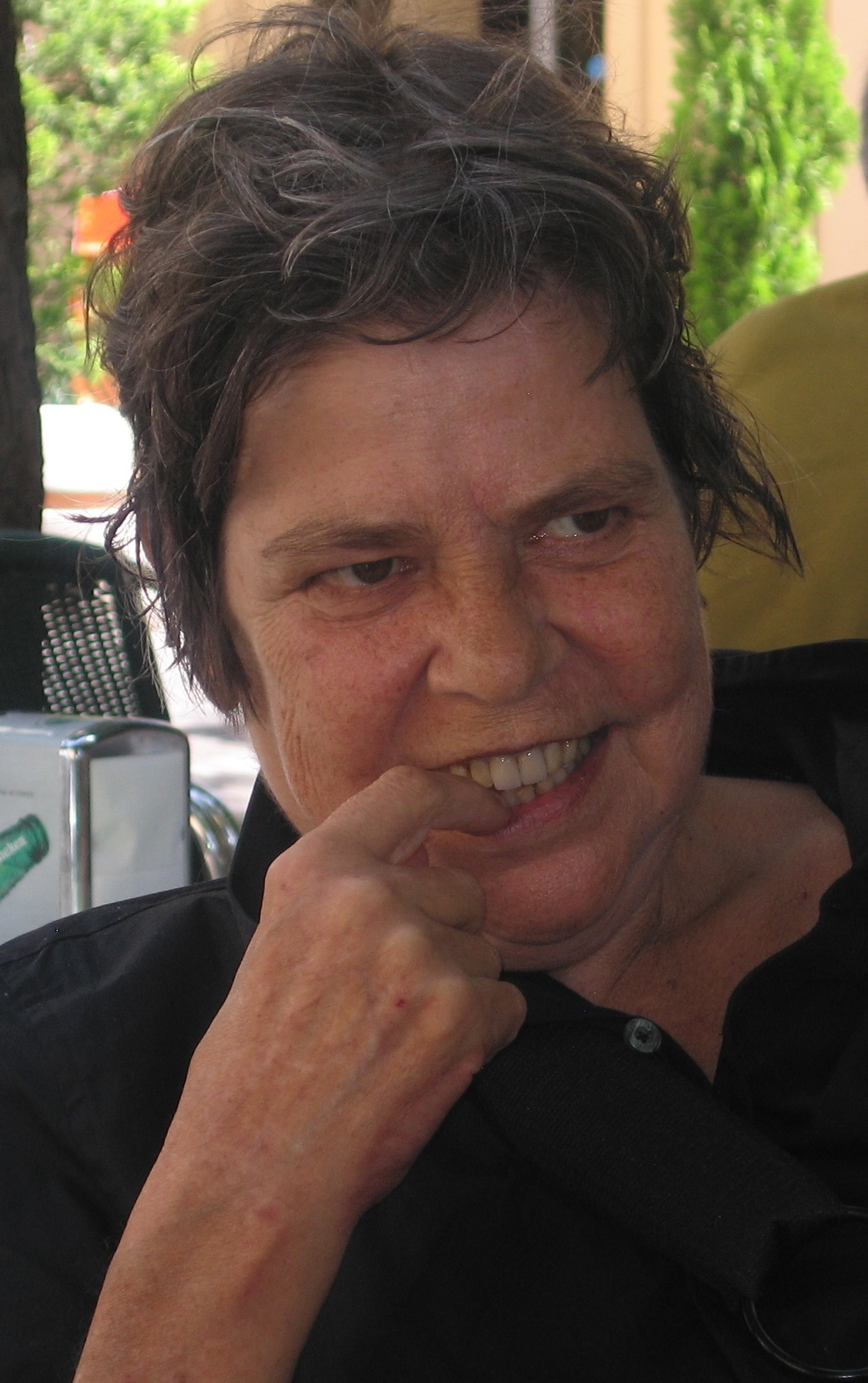
Doeschka Meijsing, AKO-literatuurprijs 2008. Foto: Chris van der Heijden, 2011.
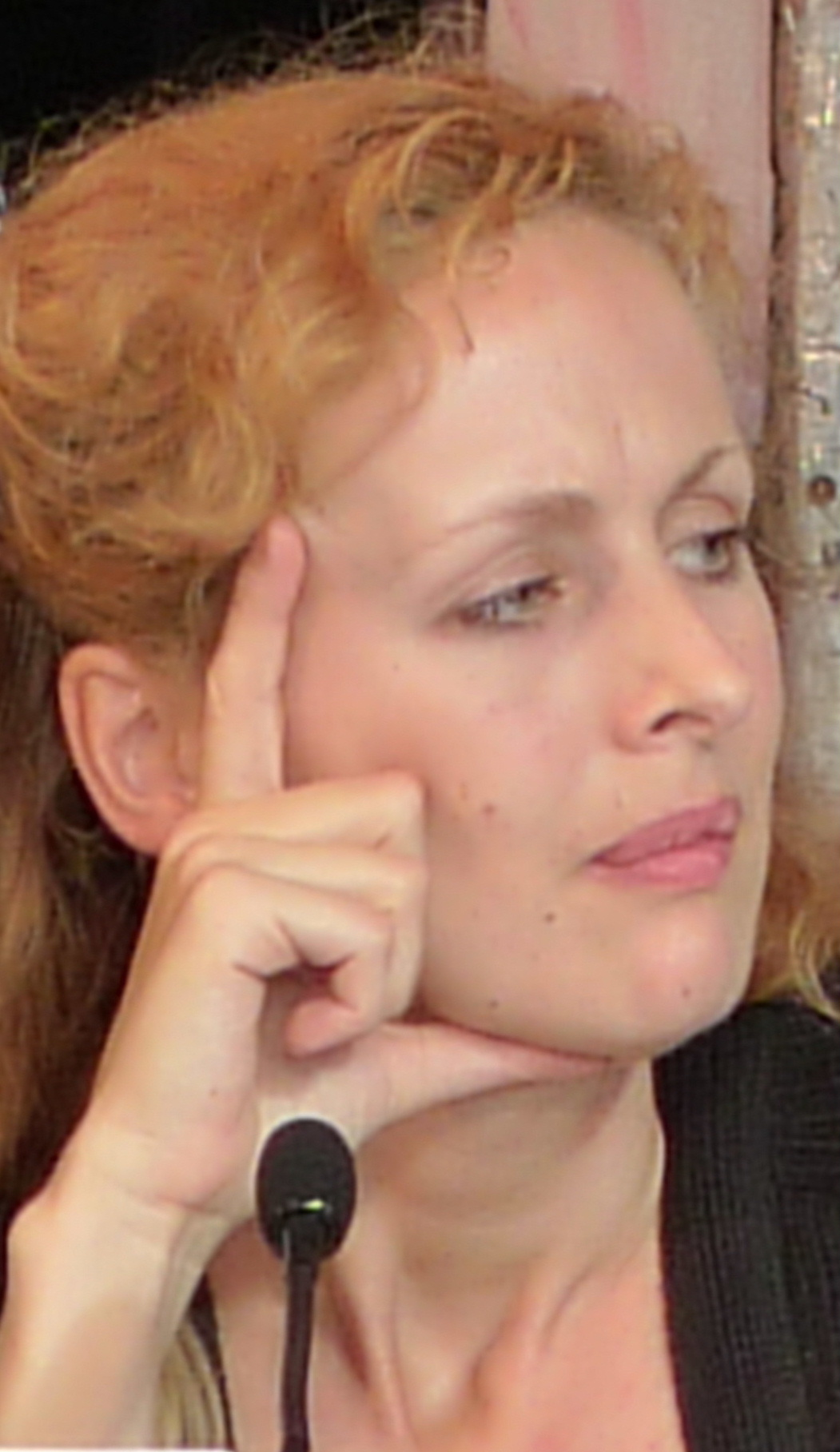
Marente de Moor, AKO-literatuurprijs 2011. Foto: Hans Weingartz, 2010.
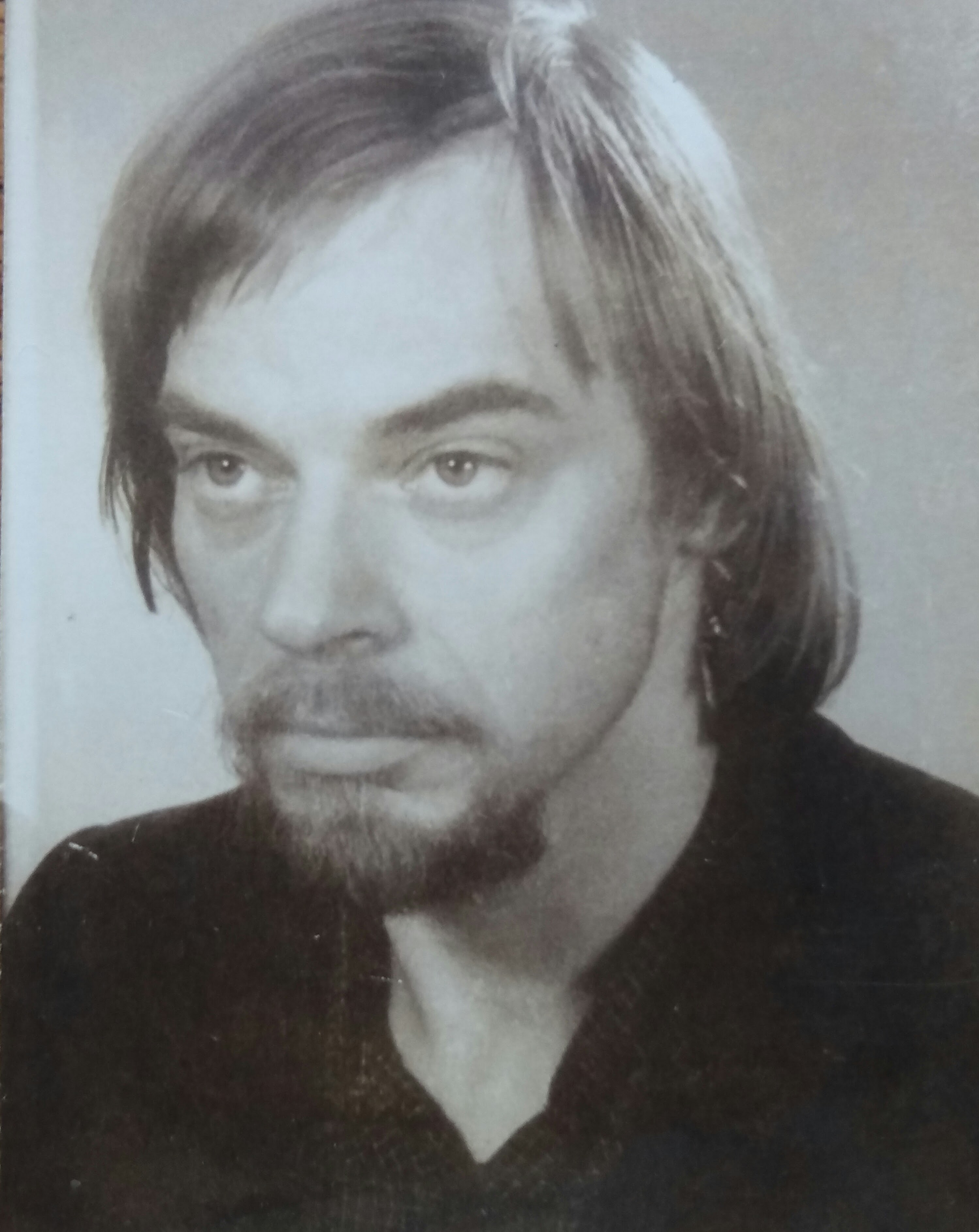
Wessel te Gussinklo won in 2019 de BookSpot Literatuurprijs en in 2021 de Boekenbon Literatuurprijs

### 1987-1996: AKO Literatuurprijs
| Jaar | Land               | Winnaar                                         | Nominatie | Juryvoorzitter               |
| ---- | ------------------ | ----------------------------------------------- | --- | ---------------------------- |
| 1987 | Vlag van Nederland | J. Bernlef - Publiek geheim                     | - H.C. ten Berge - Het geheim van een opgewekt humeur - Inez van Dullemen - Het gevorkte beest - Hermine de Graaf - Aanklacht tegen onbekend - Frans Kellendonk - Mystiek lichaam - J. Ritzerfeld (ps. van Oscar Timmers) - Zee van Marmer | Hans Van Mierlo              |
| 1988 | Vlag van Nederland | Geerten Meijsing - Veranderlijk en wisselvallig | - Remco Campert - Eetlezen - W.F. Hermans - Een heilige van de horlogerie - Tip Marugg - De morgen loeit weer aan - Willem van Toorn - Een leeg landschap - Jacq Vogelaar - Terugschrijven                                                 | Joop den Uyl & Hedy d'Ancona |
| 1989 | Vlag van België    | Brigitte Raskin - Het koekoeksjong              | - J. Bernlef - Vallende ster - Rudy Kousbroek - De onmogelijke liefde - Margriet de Moor - Op de rug gezien - Hélène Nolthenius - Een man uit het dal van Spoleto - Leo Pleysier - Wit is altijd schoon                                    | Erik Jurgens                 |
| 1990 | Vlag van Nederland | Louis Ferron - Karelische nachten               | - Christine D'haen - Zwarte sneeuw - Atte Jongstra - De psychologie van de zwavel - Gerrit Komrij - Humeuren en temperamenten - Joost Niemöller - Wraak - Frans Pointl - De kip die over de soep vloog                                     | Arie van der Zwan            |
| 1991 | Vlag van Nederland | P.F. Thomése - Zuidland                         | - Adriaan van Dis - Het beloofde land - Patricia De Martelaere - Littekens - Geerten Meijsing - Altijd de vrouw - Michel van der Plas - Mijnheer Gezelle - Anne Vegter - Verse bekken                                                      | Frits Bolkestein             |
| 1992 | Vlag van Nederland | Margriet de Moor- Eerst grijs dan wit dan blauw | - Nico Dros - Noorderburen - Eric de Kuyper - Grand Hotel Solitude - Nelleke Noordervliet - Het oog van de engel - Jacq Vogelaar - De dood als meisje van acht - Joost Zwagerman - Vals licht                                              | Wim Duisenberg               |
| 1993 | Vlag van Nederland | Marcel Möring - Het grote verlangen             | - Hella Haasse - Heren van de thee - Kristien Hemmerechts - Kerst en andere liefdesverhalen - Harry Mulisch - De ontdekking van de hemel - Willem Jan Otten - De wijde blik - Paul de Wispelaere - Het verkoolde alfabet                   | Mark Eyskens                 |
| 1994 | Vlag van Nederland | G.L. Durlacher - Quarantaine                    | - Patricia De Martelaere - Een verlangen naar ontroostbaarheid - Nicolaas Matsier - Gesloten huis - Rascha Peper - Rico's vleugels - F. Springer - Bandoeng-Bandung - Frida Vogels - De harde kern                                         | Frans Andriessen             |
| 1995 | Vlag van Nederland | Connie Palmen - De vriendschap                  | - Kees van Beijnum - Dichter op de Zeedijk - Geertrui Daem - Een vader voor Elizabeth - Adriaan van Dis - Indische Duinen - Tijs Goldschmidt - Darwins hofvijver - A.F.Th. van der Heijden - Asbestemming                                  | Paula D'Hondt                |
| 1996 | Vlag van Nederland | Frits van Oostrom - Maerlants wereld'           | - Rudy Kousbroek - Terug naar Negri Pan Erkoms - Charlotte Mutsaers - Paardejam - Willem Otterspeer - Bolland - Manon Uphoff - Begeerte - Leon de Winter - Zionoco                                                                         | Henk Vonhoff                 |

### 1997-1999: Generale Bank Literatuurprijs
| Jaar | Land               | Winnaar                                                  | Nominatie | Juryvoorzitter |
| ---- | ------------------ | -------------------------------------------------------- | --- | -------------- |
| 1997 | Vlag van Nederland | A.F.Th. van der Heijden - Onder het plaveisel het moeras | - Elsbeth Etty - Henriëtte Roland Holst - A.F.Th. van der Heijden - Het Hof van Barmhartigheid - Arthur Japin - De zwarte met het witte hart - Marcel Möring - In Babylon - K. Schippers - Poeder en wind | Marcel van Dam |
| 1998 | Vlag van Nederland | Herman Franke - De verbeelding                           | - Frank Bleker & Ruud Elmendorp - Zwart glas - H.M. van den Brink - Over het water - Willem Brakman - Ante Diluvium - Frans Denissen - De gigolo van Irma Ideaal - Stefan Hertmans - Steden               | Jan Hoet       |
| 1999 | Vlag van Nederland | Karel Glastra van Loon - De passievrucht                 | - Oscar van den Boogaard - Liefdesdood - Joris Note - Kindergezang - Maria Stahlie - Zondagskinderen - Frank Westerman - De graanrepubliek - Henk van Woerden - Een mond vol glas                         | Aad Nuis       |

### 2000-2014: AKO Literatuurprijs
| Jaar | Land               | Winnaar                                                                | Nominatie | Juryvoorzitter               |
| ---- | ------------------ | ---------------------------------------------------------------------- | --- | ---------------------------- |
| 2000 | Vlag van Nederland | Arnon Grunberg - Fantoompijn                                           | - Bas Heijne - De wijde wereld - Paul Koeck - De bloedproever - Doeschka Meijsing - De tweede man - Thomas Rosenboom - Publieke werken - Allard Schröder - Grover                                     | Wilfried Martens             |
| 2001 | Vlag van Nederland | Jeroen Brouwers - Geheime kamers                                       | - Stefan Hertmans - Als op de eerste dag - Gerrit Krol - De vitalist - Willem G. van Maanen - Een huis van lief en leed - Geerten Meijsing - Dood meisje - Harry Mulisch - Siegfried                  | Schelto Patijn               |
| 2002 | Vlag van Nederland | Allard Schröder - De hydrograaf                                        | - Paul Claes - De Kameleon - Renate Dorrestein - Zonder genade - Léon Hanssen - Sterven als een polemist; Menno ter Braak, deel twee 1930-1940 - Frank Westerman - Ingenieurs van de ziel             | Louis Tobback                |
| 2003 | Vlag van Nederland | Dik van der Meulen - Multatuli: leven en werk van Eduard Douwes Dekker | - Hella Haasse - Sleuteloog - Marek van der Jagt - Gstaad 95-98 - Mensje van Keulen - Het andere gezicht - Thomas Rosenboom - De nieuwe man (roman)\|De nieuwe man - Arjan Visser - De laatste dagen  | Wim Kok                      |
| 2004 | Vlag van Nederland | Arnon Grunberg - De asielzoeker                                        | - J. Bernlef - Buiten is het maandag - Hafid Bouazza - Paravion - Pam Emmerik - Het wonder werkt - Kees 't Hart - Ter navolging - Ilja Leonard Pfeijffer - Het grote baggerboek                       | Paul Rosenmöller             |
| 2005 | Vlag van Nederland | Jan Siebelink - Knielen op een bed violen                              | - Arnon Grunberg - De joodse messias - Patricia De Martelaere - Het onverwachte antwoord - Wanda Reisel - Witte liefde - Frank Westerman - El Negro en ik - Tommy Wieringa - Joe Speedboot            | Hans Dijkstal                |
| 2006 | Vlag van Nederland | Hans Münstermann - De Bekoring                                         | - Stefan Brijs - De engelenmaker - Joris Note - Hoe ik mijn horloge stuksloeg - Frits van Oostrom - Stemmen op schrift - Dimitri Verhulst - De helaasheid der dingen - Christiaan Weijts - ART. 285b  | Laurentien Brinkhorst        |
| 2007 | Vlag van Nederland | A.F.Th. van der Heijden - Het schervengericht                          | - Arnon Grunberg - Tirza - Willem G. van Maanen - Heb lief en zie niet om - Dimitri Verhulst - Mevrouw Verona daalt de heuvel af - Frank Westerman - Ararat - Joost Zwagerman - Transito              | Gerlach Cerfontaine          |
| 2008 | Vlag van Nederland | Doeschka Meijsing - Over de liefde                                     | - Machiel Bosman - Elisabeth De Flines - Tomas Lieske - Dünya - Chris De Stoop - Het Complot Van België - Bianca Stigter - De Ontsproten Picasso - Leon de Winter - Het Recht Op Terugkeer            | Wim Deetman (346 boeken)     |
| 2009 | Vlag van België    | Erwin Mortier - Godenslaap                                             | - Joris van Casteren - Lelystad - Joke van Leeuwen - Alles nieuw - Carolina Trujillo - De terugkeer van Lupe García - Christiaan Weijts - Via Cappello 23 - Tommy Wieringa - Caesarion                | Guy Verhofstadt (390 boeken) |
| 2010 | Vlag van België    | David Van Reybrouck - Congo: een geschiedenis                          | - Kees van Beijnum - Een soort familie - Oscar van den Boogaard - Meer dan een minnaar - Tom Lanoye - Sprakeloos - Koen Peeters - De bloemen - Willem Jan Otten - Onze Lieve Vrouwe van de Schemering | Femke Halsema                |
| 2011 | Vlag van Nederland | Marente de Moor - De Nederlandse maagd                                 | - Jeroen Brouwers - Bittere bloemen - Peter Buwalda - Bonita Avenue - Arnon Grunberg - Huid en Haar - Marja Pruis - Kus me, straf me - P.F. Thomése - De weldoener                                    | Ernst Hirsch Ballin          |
| 2012 | Vlag van België    | Peter Terrin - Post mortem                                             | - Stephan Enter - Grip - Arnon Grunberg - De man zonder ziekte - Mensje van Keulen - Liefde heeft geen hersens - Elvis Peeters - Dinsdag - Anton Valens - Het boek Ont                                | Jozias van Aartsen           |
| 2013 | Vlag van Nederland | Joke van Leeuwen - Feest van het begin                                 | - Martin Bossenbroek - De Boerenoorlog - Jan Brokken - De Vergelding - Wouter Godijn - Hoe ik een beroemde Nederlander werd - Ilja Leonard Pfeijffer - La Superba - Allard Schröder - De dode arm     | Patrick Janssens             |
| 2014 | Vlag van België    | Stefan Hertmans - Oorlog en terpentijn                                 | - Wessel te Gussinklo - Zeer helder licht - Guus Kuijer - De Bijbel voor ongelovigen (2) - Tom Lanoye - Gelukkige Slaven - K. Schippers - Voor Jou - Frank Westerman - Stikvallei                     | Job Cohen                    |

### 2015-2017: ECI Literatuurprijs
| Jaar | Land               | Winnaar                            | Nominatie | Juryvoorzitter | Lezersprijs                        |
| ---- | ------------------ | ---------------------------------- | --- | -------------- | ---------------------------------- |
| 2015 | Vlag van Nederland | Jeroen Brouwers - Het hout         | - Stephan Enter - Compassie - Mark Schaevers - Orgelman - Inge Schilperoord - Muidhond - P.F. Thomése - De onderwaterzwemmer - Annelies Verbeke - Dertig dagen          | Andrée van Es  | /                                  |
| 2016 | Vlag van Nederland | Martin Michael Driessen - Rivieren | - Arnon Grunberg - Moedervlekken - Bert Natter - Goldberg - Tonnus Oosterhoff - Op de rok van het universum - Connie Palmen - Jij zegt het - Marja Pruis - Zachte riten | Louise Fresco  | Martin Michael Driessen - Rivieren |
| 2017 | Vlag van België    | Koen Peeters - De mensengenezer    | - Huub Beurskens - Eindeloos eiland - Daniël Rovers - De waren - Marijke Schermer - Noodweer - Peter Terrin - Yucca - Annelies Verbeke - Halleluja                      | Thom de Graaf  | Koen Peeters - De mensengenezer    |

### 2018-2019: BookSpot Literatuurprijs
| Jaar | Land                                    | Winnaar | Nominaties | Jury | Lezersprijs                      |
| ---- | --------------------------------------- | --- | --- | --- | -------------------------------- |
| 2018 | Vlag van Nederland                      | Tommy Wieringa - De heilige Rita | - Suzanna Jansen - Ondanks de zwaartekracht - Peter Middendorp - Jij bent van mij - Arjen van Veelen - Aantekeningen over het verplaatsen van obelisken - Peter Verhelst - Voor het vergeten - Aukelien Weverling - In alle steden | - Jos Geysels, voorzitter - Sofie Gielis - Sebastiaan Kort - Jelle van Riet - Daan Stoffelsen - Jeroen Vullings              | Tommy Wieringa - De heilige Rita |
| 2019 | Vlag van Nederland · Vlag van Nederland | fictie Wessel te Gussinklo - De hoogstapelaar non-fictie Sjeng Scheijen - De avant-gardisten. De Russische Revolutie in de kunst, 1917-1935 | fictie - Peter Buwalda - Otmars zonen - Nicolien Mizee - Moord op de moestuin - Marente de Moor - Foon - Manon Uphoff - Vallen is als vliegen non-fictie - Thomas Rueb - Laura H. : het kalifaatmeisje uit Zoetermeer - Lieve Joris - Terug naar Neerpelt - Maaike Meijer - Hemelse mevrouw Frederike : biografie van F. Harmsen van Beek (1927-2009) - Mirjam van Hengel - Een knipperend ogenblik : portret van Remco Campert | - Jan Dertaelen - Maite Karssenberg - Sebastiaan Kort - Maartje Kroonen - Daan Stoffelsen - Jelle Van Riet - Jeroen Vullings | Peter Buwalda - Otmars zonen     |

### 2020-2024: Boekenbon Literatuurprijs
| Jaar | Land               | Winnaar                                            | Nominaties | Jury |
| ---- | ------------------ | -------------------------------------------------- | --- | --- |
| 2020 | Vlag van Nederland | Oek de Jong - Zwarte schuur                        | - Marcel Möring - Amen - Koen Sels - Gloria - Stephan Enter - Pastorale - Charlotte Van den Broeck - Waagstukken                                                                   | - Jan Dertalen - Sofie Gielis - Sebastiaan Kort - Daan Stoffelsen - Jeroen Vullings - Jeroen Kans                                                                 |
| 2021 | Vlag van Nederland | Wessel te Gussinklo - Op weg naar De Hartz         | - Esther Gerritsen - De terugkeer - Tobi Lakmaker - De geschiedenis van mijn seksualiteit - Chris De Stoop - Het boek Daniel - Peter Terrin - Al het blauw                         | - Winnie Sorgdrager (voorzitter) - Jozefien Van Beek - Jan Dertaelen - Miriam Piters - Ronnie Terpstra - Dominique van Varsseveld - Jeroen Vullings - Jeroen Kans |
| 2022 | Vlag van Nederland | Anjet Daanje - Het lied van ooievaar en dromedaris | - Auke Hulst - De Mitsukoshi Troostbaby Company - Donald Niedekker - Waarachtige beschrijvingen uit de permafrost - Carmien Michels - Vaders die rouwen - Niña Weijers - Zelf doen | - Guy Verhofstadt (voorzitter) - Jozefien Van Beek - Jeroen Dera - Miriam Piters - Wim Oosterlinck - Dominique van Varsseveld - Ronnie Terpstra                   |
| 2023 | Vlag van België    | Jan Vantoortelboom - Mauk                          | - Saskia De Coster - Net echt - Tiemen Hiemstra - W. - Roxane Van Iperen - Dat beloof ik - Richard Osinga - Munt                                                                   | - Ingrid van Engelshoven (voorzitter) - Gerben de Bruijn - Jeroen Dera - Hind Fraihi - Wim Oosterlinck - Miriam Piters - Joyce Roodnat                            |
| 2024 | Vlag van Nederland | Esther Gerritsen - Gebied 19                       | - Guido van Heulendonk - De kroon met twee pieken - Bregje Hofstede - Oersoep - Frank Nellen - De onzichtbaren - Frank Westerman - Zeven dieren bijten terug                       | - José van Dijck (voorzitter) - Steven van Ammel - Gerben de Bruijn - Ingrid Hoogervorst - Hind Fraihi - Sebastiaan Spiekerman                                    |

## Trivia
- In 2005 ontstond er een rel omdat het controversiële GeenStijl.nl beweerde dat de winnaar al vast stond voordat de jury een keuze had gemaakt. De 'shortlist van genomineerden' zou enkel dienen om de verkoopcijfers op te drijven. Geenstijl beweerde dat Tommy Wieringa zou winnen met zijn boek Joe Speedboot. Dit werd breed uitgemeten in de media, maar bleek onjuist want Jan Siebelink won met Knielen op een bed violen; het werd een nationale bestseller.[10]
- In datzelfde jaar, in 2005, vond juryvoorzitter Hans Dijkstal het vreemd dat een Nederlandse literatuurprijs Engelse termen zoals longlist en shortlist hanteert. Een oproep naar alternatieve benamingen in het tijdschrift Onze Taal bracht tiplijst voor de eerste juryselectie van 25 boeken en toplijst voor de zes genomineerden. Deze termen werden gebruikt tot ze 2015 terug werden vervangen door longlist en shortlist.[11]